# Franz Bartl
Franz Bartl (* 7. Januar 1915 in Wien; † 12. Juli 1941) war ein österreichischer Feldhandballspieler.
Er war Mitglied des Teams, welches die Silbermedaille bei den Olympischen Sommerspielen 1936 gewann. Er spielte drei Matches.